# 들어라 와다쓰미의 소리를
『들어라 와다쓰미의 소리를』(きけ わだつみのこえ)은, 제2차 세계 대전 말기에 전사한 일본 학도병의 유서를 모은 유고집이다. 패전 뒤인 1947년에 도쿄 대학 협동조합 출판부에 의해 편집되어 출판된 도쿄 대학 전몰 학도병의 수기집 『머나먼 산하에』에 이어, 1949년 10월 20일에 간행되었다. BC급 전범으로서 사형에 처해진 학도병의 유서도 게재되어 있다. 편집 고문의 주임은 의사, 그리고 전몰 학도의 유족인 나카무라 가쓰로(中村克郎)를 비롯해, 이후의 편집 위원으로서 와타나베 가즈오渡辺一夫 · 마시타 신이치(真下信一) · 오다기리 히데오(小田切秀雄) · 사쿠라이 에이지(桜井恒次)가 관여했다.
1963년 속편으로서 『전몰 학생의 유서로 보는 15년 전쟁』(戦没学生の遺書にみる15年戦争)이 광문사에서 출판되었고, 1966년 『제2집 들어라 와다쓰미의 소리를』로 제목이 바뀌었다.
『들어라 와다쓰미의 소리를』의 간행을 계기로 1950년 4월 22일에 일본 전몰 학생 기념회(日本戦没学生記念会) 일명 와다쓰미 회(わだつみ会)가 결성되었다.
비슷한 제목의 영화가 여러 편 제작되었다. 또한 이 간행 수입을 기금으로 전몰 학생을 기념하는 동상인 와다쓰미 상(わだつみ像)이 제작되어 교토시 기타구 리쓰메이칸 대학 국제평화뮤지엄에서 전시되고 있다.

## 이름의 유래
학도병의 유고를 출판할 때, 일본 전국에서 제목을 공모하였는데, 당시 응모된 약 2천 통 가운데 교토 부 거주 후지타니 다키오(藤谷多喜雄)의 것이 채용되었다. 후지타니의 원래 응모작은 「하테시나키 와다쓰미」(はてしなきわだつみ)였는데, 거기에 덧붙여 응모 용지에는 「슬퍼해야 할까 분노해야 할까/아니면 침묵해야 할까/들어라 끝없는 와다쓰미의 소리를」(なげけるか いかれるか/はたもだせるか/きけ はてしなきわだつみのこえ)라는 단카(短歌)가 첨부되어 있었다. 덧붙여 이 단카는 본서 첫머리에 실려 있다.
「와타쓰미」(와다쓰미)는 해신(海神)을 가리키는 일본의 고어이다.

## 평가
일본에서 『들어라 와다쓰미의 소리를』은 젊은 나이에 전쟁에 내몰려 죽어간 이들에 대한 인간적인 조명을 시도하였다고 평가된다. 일본 제국이 '대동아공영권'이라는 미명하에 벌인 전쟁에 내몰린 학도병들이 자신의 학업이 뜻하지 않게 좌절되고, 비정상적인 상황에 놓인 자신의 상황을 깊이 있게 바라보았던 내용이 담겨져 있다. 본래라면 평화롭게 학교를 다니며 살아갔을 젊은이가 자의가 아닌 전쟁에 내몰리고 피할 수 없는 죽음과 직접 마주했을 때 어떻게 느끼는지를 전하고 있다. 이 책은 당시 군국주의적 조류가 여전히 강하게 남아 있었고 그 조류 아래 완전히 벗어나지는 못하고 있었던, 이른바 '전진훈 세대'(戦陣訓世代) 등으로 불리고 있던 사람들의 평가를 뒤집는 것으로 큰 충격을 주었다.

## 책의 내용에 관하여

### 편집 정책에 대한 비판
원판을 작성한 곳은 도쿄 대학 협동조합 출판부였다. 편집진 중에는 전몰자 유족도 포함되어 있었는데, 편집 방침으로 내건 구호는 ‘평화 호소’였다. 편집자 가운데 한 명인 와타나베 가즈오는 "상당히 과격한 일본 정신주의적인, 전쟁 구가에도 가까운 것까지도 전부 채록하는 것이 공정하다"는 의견도 냈지만, 그 후 "너무 듣기 힘든 내용은 잠시 접어 두는 것이 낫다"고 의견을 철회하고 있다. 이런 방침에 대해 다치바나 타카시는 저서 천황과 도쿄대(문예춘추)에서 이를 "좌익의 '역사 개조'"라고 비판했다. 도미오카 고이치로도 신대동아전쟁 긍정론에서 “남겨진 말들이 패전 후의 반전 평화운동의 슬로건으로 이용됐다”고 말했다.
다만, 이후 속편으로 출판된 『제2집 들어라 와다쓰미의 소리를』에서는 우익적 표현이나 일본주의적 언사와 논설이 포함된 수기도 채록되어 있다. 또한, 응모된 후보작 가운데 실리지 않은 것과 실린 것들을 비교해 보아도 내용에 큰 차이는 없고, 격렬한 군국주의 · 애국주의 조의 수기는 존재하지 않았다. 오히려 당시 일본 학생들 사이에는 대체로 공통되게 군국주의 · 국수주의에 대한 비판 풍조가 있었다고 한다. 제2집은 처음에 이와나미 서점에 출판을 신청했지만, 이와나미 측이 이와나미 문고에서 출판하기에는 너무 신간이라는 이유를 들어 난색을 표했고, 광문사의 카파북스로부터 출판되었다.
이 밖에 『들어라 와다쓰미의 소리를』은 당시 극소수였던 고등교육을 받은 인텔리의 문장을 모은 것이고, 인간 본연의 죽음이 아니라 인텔리의 죽음을 미화했을 뿐이지 않느냐거나, 인텔리와 교육을 받지 않은 일반 민중과의 사이에는 가치관의 차이가 있다며 일반 민중의 전쟁관의 시점에 대한 편집이 부족한 것이 아니냐는 비판이 있었다. 우익으로 알려진 소설가 미시마 유키오(三島由紀夫)는 『들어라 와다쓰미의 소리를』에 대해, "너는 인텔리라 대단하다, 대학생이 떠밀려 나가 죽었으니 불쌍하다, 이러면 소학교밖에 못 나온 채 군대에 가서 죽은 사람은 뭐가 되냐"고 비판한다.
『머나먼 산하에』는, 도쿄 대학만이 대학이 아니라는 비판을 항간으로부터 받았는데 「들어라 와다쓰미의 소리를」도, 누구누구가 어느 학교를 나왔다 하는 것을 내세우는 내용으로 이루어져 있다는 평가도 나와 있다.

### 개찬 의혹
채록된 수기 중에는 편집된 내용도 있는데, 예를 들어 사사키 하치로(佐々木八郎)의 에세이 '사랑과 전쟁과 죽음'(“愛”と“戦”と“死”)에는 “그러나 내 기분은 더 휴머니스틱한 것, 미야자와 켄지의 까마귀와 같은 것이다. 미워하지 않아도 되는 것을 미워하고 싶지 않은 그런 기분이다. 솔직히 말해 군부 지도자들이 말하는 것은 단순한 민중 선동을 위한 공염불로밖에 들리지 않는 것이다."라고 적혀 있는데, '군부 지도자들이 말하는 것'이라는 부분은 원래 유고에서는 '폭미 폭영 격멸(暴米暴英撃滅)이라든지, 10억 백성의 해방이라든지 떠드는 것'으로 되어 있어 그 내용이 보다 적나라하다. 또 다카기 쓰토무(高木孜)의 수기에서는 등사판 원고에서 '소련병이 온다는 소문이다. 게페우 잠입, 구축함 흥남 입항 소문이 들려왔다.'라고 되어 있었는데 필사판 원고에서는 「게페우 잠입」 부분이 빨간 선으로 삭제된 그대로 출판되었다. 어느 쪽이든 모두 신판에서도 정정이 되지 않고 그대로 출판되었고, 호세이 대학(法政大学) 명예교수 오카다 히로유키는 이에 대해 편집자를 비판하고 있다.
다만 이들 수기는 모두 원래 『머나먼 산하에』에 채록되어 있었던 것으로, 당시는 GHQ의 점령하 검열이 행해지고 있었기 때문에, 이러한 표현의 변경이 이루어지게 된 나름의 경위가 있었다. 오카다의 비판은 그러한 경위를 감안하면서도 GHQ의 검열로부터 자유롭게 된 신판에서조차 이를 정정하지 않은 점에 대해 비판하고 있는 것으로, 일부에서 문제시하는 「편집 방침에 따르지 않는 문장의 개찬」 즉 수기에 담긴 내용 자체를 바꾸어 버리는 식의 개조는 없었다고 하였다.

## 이와나미 서점 『들어라 와다쓰미의 소리를』 개역 사건 비판
1994년 4월 23일 와다쓰미 회 총회에서, 부이사장 다카하시 다케치(高橋武智)가 이사장으로 취임, 제4차 와다츠미 회가 발족한다. 이 인사로, 와다츠미 회는 뜻을 같이 하는 이들의 조직이면서도, 구판 편집 책임자 나카무라 가쓰로 등을 지지하는 회원과 신임 이사장 다카하시를 지지하는 회원들 사이에 내분이 발생했다. 
제4차 와다츠미회는 1995년 「신판 「들어라 와다쓰미의 소리를」」을 출판했지만, 나카무라 가쓰로를 비롯한 구판 지지자로부터 "오류가 많다", "유족 소유의 원본을 확인하지 않았다", "유고가 왜곡되어 있다", "유고에 없는 문장이 덧붙여졌다", "정정을 신청했는데 증쇄에서도 반영되지 않았다"라는 비판을 받게 된다. 
1998년, 나카무라 가쓰로 등이 새롭게 「와다츠미 유족의 모임」을 결성하였다. 그 중 나카무라 가쓰로와 니시하라 와카나가 유족 대표로서, 와다츠미 회와 이와나미 서점에 대해 "멋대로 원문을 변경하고 저작권을 침해했다"며 신판의 출판 금지와 정신적 고통에 대한 위자료를 요구하는 소송을 벌였다.
원고가 제출한 원본과 신판 제1쇄의 대조 데이터를 바탕으로 이와나미 서점이 수정한 제8쇄를 1999년 11월에 출판하여 제출한 결과, 12월에 원고는 "요청의 대부분이 인정되었다"며 고소를 철회했다. 
다만, 신판은 나카무라 등 원고측이 편집에 종사하고 있는 『머나먼 산하에』 등을 원전으로 작성되었고, 당시 재판부는 잘못을 스스로 정정하지 않은 원고를 포함한 쌍방과실로 판단하였다.

## 서지 정보

### 제1집
- 日本戰歿學生手記編集委員會, 편집. (1949년 10월 20일). 《きけ　わだつみのこえ　日本戰歿學生の手記》. 東大協同組合出版部. NCID BN05063014.
  - 日本戦歿学生手記編集委員会, 편집. (1952년 2월 29일). 《きけわだつみのこえ　日本戦歿學生の手記》. 東大新書. 東京大学出版会. ISBN 978-4-13-004002-0.日本戦歿学生手記編集委員会, 편집. (1952년 2월 29일). 《きけわだつみのこえ　日本戦歿學生の手記》. 東大新書. 東京大学出版会. ISBN 978-4-13-004002-0.
- 日本戦没学生手記編集委員会, 편집. (1959년 10월 20일). 《きけわだつみのこえ　日本戦没学生の手記》. カッパ・ブックス 新版판. 光文社. 2023년 8월 2일에 원본 문서에서 보존된 문서. 2023년 8월 2일에 확인함.
  - 日本戦没学生記念会, 편집. (1995). 《きけわだつみのこえ　日本戦没学生の手記》. カッパ・ブックス 名著復刻 第1集. 光文社. ISBN 4-334-04103-5.日本戦没学生記念会, 편집. (1995). 《きけわだつみのこえ　日本戦没学生の手記》. カッパ・ブックス 名著復刻 第1集. 光文社. ISBN 4-334-04103-5.
  - 《きけわだつみのこえ　日本戦没学生の手記》. 日本戦没学生記念会監修 新版판. 光文社. 2005년 8월 4일. ISBN 4-334-04113-2. 2013년 4월 27일에 원본 문서에서 보존된 문서.《きけわだつみのこえ　日本戦没学生の手記》. 日本戦没学生記念会監修 新版판. 光文社. 2005년 8월 4일. ISBN 4-334-04113-2. 2013년 4월 27일에 원본 문서에서 보존된 문서. - 光文社（1959年刊）新版の複製。光文社創業60周年記念出版。
- 「きけわだつみの声」日本戦没学生記念会編、梶井基次郎著者代表 (1968).  大岡昇平; 平野謙; 佐々木基一; 埴谷雄高; 花田清輝, 편집. 《青春の屈折》. 全集・現代文学の発見 第14巻 上巻. 学芸書林.
  - 「きけわだつみの声」日本戦没学生記念会編、梶井基次郎著者代表 (1976년 5월).  大岡昇平; 平野謙; 佐々木基一; 埴谷雄高; 花田清輝, 편집. 《青春の屈折》. 全集・現代文学の発見 第14巻 上巻 愛蔵版판. 学芸書林.
  - 「きけわだつみのこえ」日本戦没学生記念会編、梶井基次郎著者代表 (2005).  大岡昇平; 平野謙; 佐々木基一; 埴谷雄高; 花田清輝, 편집. 《青春の屈折》. 全集　現代文学の発見 第14巻 上巻 新装版판. 學藝書林. ISBN 4-87517-072-6. 2013년 10월 23일에 원본 문서에서 보존된 문서.梶井基次郎 (2005).  大岡昇平; 平野謙; 佐々木基一; 埴谷雄高; 花田清輝, 편집. 《青春の屈折》. 全集　現代文学の発見 第14巻 上巻 新装版판. 學藝書林. ISBN 4-87517-072-6. 2013년 10월 23일에 원본 문서에서 보존된 문서.
- 日本戦没学生記念会, 편집. (1982). 《きけ　わだつみのこえ　日本戦没学生の手記》. 岩波文庫. 岩波書店.
  - 日本戦没学生記念会, 편집. (1994). 《きけ　わだつみのこえ　日本戦没学生の手記》. ワイド版岩波文庫. 岩波書店. ISBN 4-00-007138-6.日本戦没学生記念会, 편집. (1994). 《きけ　わだつみのこえ　日本戦没学生の手記》. ワイド版岩波文庫. 岩波書店. ISBN 4-00-007138-6.
  - 日本戦没学生記念会, 편집. (1995년 12월 18일). 《きけ　わだつみのこえ　日本戦没学生の手記》. 岩波文庫 青157-1 新版판. 岩波書店. ISBN 4-00-331571-5. 2011년 1월 16일에 원본 문서에서 보존된 문서.日本戦没学生記念会, 편집. (1995년 12월 18일). 《きけ　わだつみのこえ　日本戦没学生の手記》. 岩波文庫 青157-1 新版판. 岩波書店. ISBN 4-00-331571-5. 2011년 1월 16일에 원본 문서에서 보존된 문서.
  - 日本戦没学生記念会, 편집. (1997년 9월 16일). 《きけ　わだつみのこえ　日本戦没学生の手記》. ワイド版岩波文庫 新版판. 岩波書店. ISBN 4-00-007138-6. 2009년 2월 14일에 원본 문서에서 보존된 문서.日本戦没学生記念会, 편집. (1997년 9월 16일). 《きけ　わだつみのこえ　日本戦没学生の手記》. ワイド版岩波文庫 新版판. 岩波書店. ISBN 4-00-007138-6. 2009년 2월 14일에 원본 문서에서 보존된 문서.
- 日本戦没学生記念会, 편집. (1985). 《きけわだつみのこえ　日本戦没学生の手記》. 光文社文庫. 光文社. ISBN 4-334-70191-4.日本戦没学生記念会, 편집. (1985). 《きけわだつみのこえ　日本戦没学生の手記》. 光文社文庫. 光文社. ISBN 4-334-70191-4.

### 제2집
- わだつみ会, 편집. (1963년 2월 1일). 《戦没学生の遺書にみる15年戦争　開戦・日中戦争・太平洋戦争・敗戦》. カッパ・ブックス. 光文社.
  - 日本戦没学生記念会, 편집. (1966). 《きけわだつみのこえ　日本戦没学生の手記》. カッパ・ブックス 第2集. 光文社. - わだつみ会(1963)の改題。
  - 日本戦没学生記念会, 편집. (1995). 《きけわだつみのこえ　日本戦没学生の手記》. カッパ・ブックス 名著復刻 第2集. 光文社. ISBN 4-334-04104-3.日本戦没学生記念会, 편집. (1995). 《きけわだつみのこえ　日本戦没学生の手記》. カッパ・ブックス 名著復刻 第2集. 光文社. ISBN 4-334-04104-3.
- 日本戦没学生記念会, 편집. (1988). 《きけ　わだつみのこえ　日本戦没学生の手記》. 岩波文庫 第2集. 岩波書店. ISBN 4-00-331572-3.日本戦没学生記念会, 편집. (1988). 《きけ　わだつみのこえ　日本戦没学生の手記》. 岩波文庫 第2集. 岩波書店. ISBN 4-00-331572-3.
  - 日本戦没学生記念会, 편집. (1994년 6월 16일). 《きけ　わだつみのこえ　日本戦没学生の手記》. ワイド版岩波文庫 139 第2集. 岩波書店. ISBN 4-00-007139-4. 2013년 10월 23일에 원본 문서에서 보존된 문서.日本戦没学生記念会, 편집. (1994년 6월 16일). 《きけ　わだつみのこえ　日本戦没学生の手記》. ワイド版岩波文庫 139 第2集. 岩波書店. ISBN 4-00-007139-4. 2013년 10월 23일에 원본 문서에서 보존된 문서.
  - 日本戦没学生記念会, 편집. (2003년 12월 16일). 《きけ　わだつみのこえ　日本戦没学生の手記》. 岩波文庫 青157-2 第2集 新版판. 岩波書店. ISBN 4-00-331572-3. 2013년 10월 23일에 원본 문서에서 보존된 문서.日本戦没学生記念会, 편집. (2003년 12월 16일). 《きけ　わだつみのこえ　日本戦没学生の手記》. 岩波文庫 青157-2 第2集 新版판. 岩波書店. ISBN 4-00-331572-3. 2013년 10월 23일에 원본 문서에서 보존된 문서.
  - 日本戦没学生記念会, 편집. (2004년 11월 16일). 《きけ　わだつみのこえ　日本戦没学生の手記》. ワイド版岩波文庫 第2集 新版판. 岩波書店. ISBN 4-00-007248-X. 2009년 2월 14일에 원본 문서에서 보존된 문서.日本戦没学生記念会, 편집. (2004년 11월 16일). 《きけ　わだつみのこえ　日本戦没学生の手記》. ワイド版岩波文庫 第2集 新版판. 岩波書店. ISBN 4-00-007248-X. 2009년 2월 14일에 원본 문서에서 보존된 문서.

## 영화화 작품
- 『일본 전몰 학생의 수기 들어라 와다쓰미의 소리를』( 1950년 (쇼와 25년), 도요코 영화 제작, 도쿄 영화 배급, 세키카와 히데오 감독, 이즈하와 외 출연  )
- 『들어라, 와다쓰미의 소리 Last Friends 』( 1995년 (헤세이 7년), 토에이 · 반다이 제작, 도에이 배급, 데미 마사노부 감독, 오다 유지 외 출연  )

## 한국어 번역
2018년 한국의 도서출판 서커스(서커스출판상회)에서 한승동 번역으로 한국어 번역 출간되었다.

## 참고 문헌
- , OCLC 大原社会問題研究所雑誌　No.578 |oclc= 값 확인 필요 (도움말) |제목=이(가) 없거나 비었음 (도움말)
- , OCLC 大原社会問題研究所雑誌　No.579 |oclc= 값 확인 필요 (도움말) |제목=이(가) 없거나 비었음 (도움말)
- 立花隆 (2005). 《天皇と東大　大日本帝国の生と死》 上. 文藝春秋. ISBN 4-16-367440-3.[깨진 링크(과거 내용 찾기)]立花隆 (2005). 《天皇と東大　大日本帝国の生と死》 上. 文藝春秋. ISBN 4-16-367440-3.[깨진 링크(과거 내용 찾기)]
- 立花隆 (2005). 《天皇と東大　大日本帝国の生と死》 下. 文藝春秋. ISBN 4-16-367450-0.[깨진 링크(과거 내용 찾기)]立花隆 (2005). 《天皇と東大　大日本帝国の生と死》 下. 文藝春秋. ISBN 4-16-367450-0.[깨진 링크(과거 내용 찾기)]
- 富岡幸一郎 (2006). 《新大東亜戦争肯定論》. 飛鳥新社. ISBN 4-87031-744-3.富岡幸一郎 (2006). 《新大東亜戦争肯定論》. 飛鳥新社. ISBN 4-87031-744-3.
- 保阪正康 (1999). 《『きけわだつみのこえ』の戦後史》. 文藝春秋. ISBN 4-16-355530-7.[깨진 링크(과거 내용 찾기)]保阪正康 (1999). 《『きけわだつみのこえ』の戦後史》. 文藝春秋. ISBN 4-16-355530-7.[깨진 링크(과거 내용 찾기)]
  - 保阪正康 (2002). 《『きけわだつみのこえ』の戦後史》. 文春文庫. 文藝春秋. ISBN 4-16-749405-1.[깨진 링크(과거 내용 찾기)]保阪正康 (2002). 《『きけわだつみのこえ』の戦後史》. 文春文庫. 文藝春秋. ISBN 4-16-749405-1.[깨진 링크(과거 내용 찾기)]

## 관련 문헌
- “「きけわだつみのこえ」戦後最大のベストセラーに改ざん疑惑”. 《週刊文春》 (文藝春秋) 39 ((31) 1997.08.21): 232-235. 1997.
- 保阪正康 (1997). “『きけわだつみのこえ』は改竄されていた”. 《文藝春秋》 (文藝春秋) 75 ((11) 1997.09): 356-369.
- “『きけわだつみのこえ』遺族が岩波書店を訴える 裁かれる「改ざん」”. 《週刊文春》 (文藝春秋) 40 ((32) 1998.08.27): 164-166. 1998.
- 内田雅敏 (1998). “禁反言――『新版，きけわだつみのこえ』に対するいわれなき「改竄」批判に応える”. 《月刊状況と主体》 (谷沢書房) (（通号 274）1998.10): 57-72. ISSN 0388-2063.内田雅敏 (1998). “禁反言――『新版，きけわだつみのこえ』に対するいわれなき「改竄」批判に応える”. 《月刊状況と主体》 (谷沢書房) (（通号 274）1998.10): 57-72. ISSN 0388-2063.
- 岡田裕之 (2007).  法政大学大原社会問題研究所 編, 편집. “特別寄稿 日本戦没学生の思想（上）『新版・きけわだつみのこえ』の致命的欠陥について”. 《大原社会問題研究所雑誌》 (法政大学大原社会問題研究所(出版) 法政大学出版局(発売)) (（通号 578）2007.1): 19-35. ISSN 0912-9421.岡田裕之 (2007).  法政大学大原社会問題研究所 編, 편집. “特別寄稿 日本戦没学生の思想（上）『新版・きけわだつみのこえ』の致命的欠陥について”. 《大原社会問題研究所雑誌》 (法政大学大原社会問題研究所(出版) 法政大学出版局(発売)) (（通号 578）2007.1): 19-35. ISSN 0912-9421.
- 岡田裕之 (2007).  法政大学大原社会問題研究所 編, 편집. “特別寄稿 日本戦没学生の思想（下）『新版・きけわだつみのこえ』の致命的欠陥について”. 《大原社会問題研究所雑誌》 (法政大学大原社会問題研究所(出版) 法政大学出版局(発売)) (（通号 579）2007.2): 26-52. ISSN 0912-9421.岡田裕之 (2007).  法政大学大原社会問題研究所 編, 편집. “特別寄稿 日本戦没学生の思想（下）『新版・きけわだつみのこえ』の致命的欠陥について”. 《大原社会問題研究所雑誌》 (法政大学大原社会問題研究所(出版) 法政大学出版局(発売)) (（通号 579）2007.2): 26-52. ISSN 0912-9421.
- 有田芳生 (2008). “戦没学生の手記『きけ わだつみのこえ』は改竄されていた”. 《週刊朝日》 (朝日新聞出版) 113 (（14）（通号 4871）2008.3.28): 30-32.
- 藤原正彦 (2009). “名著講義(4)『きけ わだつみのこえ』”. 《文藝春秋》 (文藝春秋) 87 ((1) 2009.1): 374-387.
  - 藤原正彦 (2009년 12월 10일). 〈第4回 日本戦没学生記念会編『新版 きけ わだつみのこえ』〔昭和二十四年〕〉. 《名著講義》. 文藝春秋. ISBN 978-4-16-372020-3. 2012년 7월 16일에 원본 문서에서 보존된 문서. 2023년 8월 2일에 확인함.藤原正彦 (2009년 12월 10일). 〈第4回 日本戦没学生記念会編『新版 きけ わだつみのこえ』〔昭和二十四年〕〉. 《名著講義》. 文藝春秋. ISBN 978-4-16-372020-3. 2012년 7월 16일에 원본 문서에서 보존된 문서. 2023년 8월 2일에 확인함.
  - 藤原正彦 (2012년 5월 10일). 〈第4回 日本戦没学生記念会編『新版 きけ わだつみのこえ』〔昭和二十四年〕〉. 《名著講義》. 文春文庫 ふ26-3. 文藝春秋. ISBN 978-4-16-774903-3. 2012년 7월 15일에 원본 문서에서 보존된 문서. 2023년 8월 2일에 확인함.藤原正彦 (2012년 5월 10일). 〈第4回 日本戦没学生記念会編『新版 きけ わだつみのこえ』〔昭和二十四年〕〉. 《名著講義》. 文春文庫 ふ26-3. 文藝春秋. ISBN 978-4-16-774903-3. 2012년 7월 15일에 원본 문서에서 보존된 문서. 2023년 8월 2일에 확인함.
- 岡田裕之 (2011).  法政大学大原社会問題研究所 編, 편집. “『新版・きけわだつみのこえ（第一集）』改訂案とその典拠”. 《大原社会問題研究所雑誌》 (法政大学大原社会問題研究所(出版) 法政大学出版局(発売)) (（通号 638）2011.12): 29-44. ISSN 0912-9421.岡田裕之 (2011).  法政大学大原社会問題研究所 編, 편집. “『新版・きけわだつみのこえ（第一集）』改訂案とその典拠”. 《大原社会問題研究所雑誌》 (法政大学大原社会問題研究所(出版) 法政大学出版局(発売)) (（通号 638）2011.12): 29-44. ISSN 0912-9421.

## 같이 보기
- 일본 전몰 학생 기념회(와다쓰미 회)